# Monika (Schiff, 1951)
Die Monika war ein Frachtmotorschiff der Reederei Barthold Richters. Mediale Bekanntheit erlangte die Monika, als sie am 22. September 1956 vor dem chinesischen Hafen Amoy von nationalchinesischen Batterien der Insel Taitan unter Beschuss genommen wurde.

## Geschichte
Die Monika wurde 1951 unter der Baunummer 357 bei der J.J. Sietas Werft in Neuenfelde gebaut. Taufpatin und Namensgeberin von dem Schiff war die älteste Enkeltochter von Barthold Richters. Bei dem Stapellauf an dem 15. August 1951 war die Monika das bislang größte Schiff, das die Sietas Werft an der Este ablieferte.
1957 wurde das Schiff an die Lenox AG verkauft und fuhr bis 1963 unter dem Namen Johan Ahlers. Danach wechselte das Schiff erneut den Besitzer und fuhr als Ariston für italienische Reedereien. 1977 kaufte es eine griechische Reederei und benannte es 1978 in Maria K um. Am 15. Februar 1979 erlitt das Schiff einen Maschinenschaden und wurde nach Mallorca geschleppt, wo die Reederei das Schiff aufgab. Abgebrochen wurde das Schiff schlussendlich im September 1981 in Vigo.

## Beschuss vor Amoy am 22. September 1956
Das Schiff hatte Eisenerz in Mormugao geladen und befand sich auf der Fahrt nach Chiba. In Hongkong nahm die Monika Frischwasser und setzte die Fahrt bei guten Wetterbedingungen am 20. September 1956 fort. Zwei Tage später erfuhr die Besatzung von den Küstenstationen in Shanghai und Formosa, dass der Taifun Gilda südlich von Formosa stand. Um das Schiff vor dem Taifun in Sicherheit zu bringen, steuerte der Kapitän Edgar Dirala am 22. September 1956 die Bucht von Amoy an. Es gab keine Absicht, den rotchinesischen Kriegshafen Amoy direkt anzulaufen. Das Schiff passierte die nationalchinesische Insel Quemoy am Vormittag. Nachdem das Schiff schon stundenlang beobachtet worden war, eröffnete die auf Quemoy stationierte Garnison das Feuer auf die Monika gegen Mittag. Ein Geschoss traf das Schiff auf Anhieb und tötete den III. Ingenieur Harald Martens. Dieselbe Granate verletzte den Chefingenieur Werner Röth an Brust und Arm sowie den Komprador Chee durch Splitter am Kopf. Kapitän Edgar Dirala leitete sofort ein Hart-Backbord-Manöver ein. Dennoch blieb das Schiff über eine Stunde unter Beschuss, bis es außerhalb der Reichweite der Artillerie war. Insgesamt feuerte die Artillerie  etwa 200 Granaten ab, von denen 50 bis 80 direkt neben dem Schiff ins Meer gingen.